# Sigurd Monssen
Sigurd Monssen   (Bergen, 10 d'octubre de 1902 - Bergen, 7 de novembre de 1990) fou un remer noruec que va competir durant les dècades de 1940 i 1950.
El 1948 va prendre part en els Jocs Olímpics de Londres, on guanyà la medalla de bronze en la prova del vuit amb timoner del programa de rem.